# Kārband
Kārband (persiska: کاربند, Kārban) är en ort i Iran.   Den ligger i provinsen Gilan, i den nordvästra delen av landet, 300 km nordväst om huvudstaden Teheran. Kārband ligger 63 meter över havet och antalet invånare är 407.
Terrängen runt Kārband är kuperad åt sydväst, men åt nordost är den platt. Runt Kārband är det ganska glesbefolkat, med 45 invånare per kvadratkilometer. Närmaste större samhälle är Hashtpar, 7,3 km norr om Kārband. I omgivningarna runt Kārband växer i huvudsak blandskog.